# Estauraci
Estauraci (en grec: Σταυράκιος, Stavràkios) fou emperador romà d'Orient, fill de Nicèfor I. El seu regnat va durar només dos mesos i sis dies. Va ser coronat a causa de la mort sobtada del seu pare en la batalla de Pliska, però com que ell també estava molt malferit va haver de ser substituït pel seu cunyat.

## Biografia
El seu pare el va associar al govern i a la seva mort fou proclamat emperador únic, sent coronat primer el desembre del 803, el segon any del regnat del seu pare, a Santa Sofia, pel patriarca Tarasi. Es va casar al desembre del 807 amb Teòfano, una dama atenenca parenta de l'emperadriu Irene, seleccionada per Nicèfor per al seu fill després d'una intensa recerca entre dones solteres de l'imperi; llavors ja estava promesa a un altre home amb el qui ja havia consumat la unió. Aquesta elecció del pare va disgustar el príncep, que a més preferia altres dames més maques que hi havia entre les candidates.
El 811 va sortir de Constantinoble acompanyant el seu pare per fer la guerra als búlgars. A la fi de la primavera l'exèrcit romà d'Orient va aterrir els seus contrincants amb unes ràpides incursions i el kan Krum va demanar negociar la pau, oferiment que fou refusat. Els romans d'Orient van continuar avançant cap a Pliska, la capital dels búlgars, els primers xocs foren dirigits per Estauraci, i van ser victoriosos. Els búlgars van demanar altre cop la pau i altre cop fou refusada. Una gran batalla decisiva es va lliurar poc després en la qual l'emperador Nicèfor va morir i l'exèrcit romà d'Orient fou quasi aniquilat.
Estauraci havia rebut un cop greu a l'esquena, a prop del clatell, que el va deixar paraplègic, però altres soldats el van poder traslladar fins a Adrianòpolis. Com a fill successor que era del seu pare fou proclamat emperador únic, amb el suport de part dels oficials que el preferien al seu pare. Altres oficials van voler proclamar al curopalata Miquel, que era el seu cunyat i que també havia escapat viu i sense ferides de la batalla, però Miquel va renunciar. Va ser la primera vegada que un emperador romà d'Orient era proclamat fora de la capital.
Estauraci va ser portat en llitera a Constantinoble, on el patriarca Nicèfor li va demanar de cercar el favor de Déu alliberant els que el seu pare havia condemnat. Estava també angoixat per l'esgotament de les finances imperials després de tan desgraciada guerra i d'altra banda la seva dona Teòfano aspirava a tenir el poder d'emperadriu i conspirava amb els partits. Estauraci es va barallar amb el seu cunyat Miquel, el curopalata, i altres alts oficials que no volien que una dona governés l'imperi; alguns fins i tot proposaven el restabliment de la república.
L'1 d'octubre del 811 Estauraci va ordenar al majordom Esteve que cegués el seu cunyat Miquel, però en lloc de fer-ho li ho va dir i va esclatar una revolta que el va forçar a abdicar. Estauraci va demanar ingressar en un monestir i abans de ser traslladat el van visitar la seva germana Procòpia, el seu cunyat Miquel i el patriarca Nicèfor els quals van provar d'explicar-li que el que havien fet era per les seves ferides i no per un odi personal, Estauraci no es va conformar amb les seves paraules i se'n va anar disgustat.
El seu regnat va durar només dos mesos i sis dies. Teòfano fou enviada a un convent. Miquel, el curopalata, proclamat emperador amb el nom de Miquel I Rangabé, li va donar mitjans per viure dignament dins del convent. Estauraci va morir a causa de les ferides l'11 de gener del 812. El cos d'Estauraci i després el de Teòfano foren enterrats al seu monestir que primer es va dir Hebraica (τὰ Ἑβραϊκὰ) i per corrupció Braca (τὰ Βραχᾶ) que més tard va ser el monestir de Stauraca (Σταυρακᾶ). Més tard el cos d'Estauraci fou portat al monestir de Satyrus.